# Marie Daniels
Marie Daniels (* 15. November 1986 in Köln) ist eine deutsche Jazz- und Improvisationsmusikerin (Gesang, Komposition).

## Wirken
Daniels gehörte von 2009 bis 2012 zum Jugendjazzorchester NRW; 2012/13 war sie Mitglied im Bundesjazzorchester, mit dem sie auch in Konzerten mit Kurt Elling auftrat und auf dem Album At the Jazzband Ball zu hören ist. 2013 schloss sie ihr Studium des Jazzgesangs an der Folkwang Universität der Künste ab.
Bereits während ihres Studiums gehörte Daniels zur Großformation The Dorf, mit der bis 2020 mehrere Alben entstanden. Mit ihrer Gruppe Marie Mokati ist sie im Popjazz-Bereich tätig, im Ensemble Hilde (mit Julia Brüssel, Maria Trautmann und Emily Wittbrodt) im Bereich der freien Improvisation. Weiterhin bildete sie mit Maika Küster und Jo Beyer das Trio Brenda. Daniels war mit verschiedenen Projekten im WDR und SR zu erleben. Sie trat in vielen Ländern Europas und auch im Senegal, den Vereinigten Arabischen Emiraten und Kuwait auf. Weiterhin ist sie mit Max Andrzejewskis Hütte & The Homegrown Organic Gospel Choir zu hören.

## Preise und Auszeichnungen
Daniels errang mit ihrer Band Marie Mokati den 3. Platz beim Sparda Jazz Award 2015. Mit The Dorf gewann sie 2013 den Jazzpreis Ruhr.

## Diskographische Hinweise
- The Dorf feat. FM Einheit Live (2013)
- Namarie (2014)
- La Clemarie Breathing (CTO Records 2016)
- Marie Mokati Break Loose (Neuklang Records 2016)
- Hilde Open (Umland Records 2020, mit Maria Trautmann, [Emily Wittbrodt], Julia Brüssel)